# Диявол (фільм, 2010)
«Диявол» (англ. Devil) — американський містичний трилер 2010 року, що базується на ідеї М. Найта Ш'ямалана. Режисер фільму — Джон Ерік Даудл. У головних ролях знялися Кріс Мессіна, Бояна Новакович та Логан Маршалл-Грін. Прем'єра фільму в США відбулася 17 вересня 2010 року, в Україні — 25 листопада.

## Синопсис
Детектив Боуден починає розслідування дивної смерті. Тіло жертви знайдено на даху автофургона, але поблизу немає висотних будівель, щоб загиблий залишив такі сліди від падіння. Випадок нагадує звичайне самогубство, проте у детектива є питання. Він здогадується, що фургон від'їхав після того, як на нього впав чоловік. Тому Боуден починає пошуки місця, де сталася трагедія.
Тим часом неподалік в одному з хмарочосів група людей опиняється в ліфті, який з незрозумілих причин зупиняється між поверхами. В цю пастку потрапляють продавець матрасів Вінс, охоронець Бен Ларсон, механік Тоні, Сара та літня жінка. В кімнаті охорони майже моментально помічають цю ситуацію і повідомляють про це техніка, щоб він виявив несправність та виправив її. Той починає діяти та попереджає, що на певний час в кабіні ліфта зникне світло. Саме в цей момент відбувається дещо дивне і на спині у Сари з'являється рана, схожа на укус. Напруга всередині кабіни починає підвищуватись.
Про можливий збройний напад повідомляють детектива Боудена, який буквально знаходиться поруч. Його вводять в курс подій, пояснюючи, що з присутніми всередині ліфта є односторонній зв'язок: вони чують повідомлення з кімнати охорони, проте не можуть відповісти.
Першим ділом Боуден намагається з'ясувати імена всіх, хто потрапив в пастку. Для цього він перевіряє журнал реєстрації. В свою чергу «заручники» ліфта шукають способи відчинити двері, проте успіхів не мають.
Доволі скоро ситуація ще більш загострюється, коли за дивних обставин гине Вінс. Він отримує поранення в шию в той момент, коли знову гасне світло. За всім цим з жахом спостерігають присутні в кімнаті охорони. При цьому охоронець Рамірес висуває теорію, що це все справа рук Диявола, надаючи пояснення своїм словам...

## У ролях
| Актор                                           | Роль                        |
| ----------------------------------------------- | --------------------------- |
| Кріс Мессіна (англ. Chris Messina)              | Детектив Боуден             |
| Логан Маршалл-Грін (англ. Logan Marshall-Green) | Механік (Тоні)              |
| Дженні О'Хара (англ. Jenny O'Hara)              | Літня жінка (Джейн)         |
| Бояна Новакович (англ. Bojana Novakovic)        | Молода жінка (Сара)         |
| Бокім Вудбайн (англ. Bokeem Woodbine)           | Охоронець (Бен Ларсон)      |
| Жоффрі Аренд (англ. Geoffrey Arend)             | Комівояжер (Вінс)           |
| Джейкоб Варгас (англ. Jacob Vargas)             | Рамірес (охоронець)         |
| Метт Крейвен (англ. Matt Craven)                | Лустіг (охоронець)          |
| Джошуа Піс (англ. Joshua Peace)                 | Детектив Марковіц           |
| Каролін Давернас (англ. Caroline Dhavernas)     | Ельза Нагай (судмедексперт) |
| Джо Кобден (англ. Joe Cobden)                   | Двайт (ремонтник)           |
| Зої Пальмер (англ. Zoie Palmer)                 | Шеріл                       |
| Вінсент Лареска (англ. Vincent Laresca)         | Генрі                       |
| Руді Вебб (англ. Rudy Webb)                     | Літній двірник              |
| Крейг Елдрідж (англ. Craig Eldridge)            | Доннеллі                    |

## Кінокритика
На сайті Rotten Tomatoes кінофільм здобув рейтинг у 53 % (38 схвальних відгуків і 34 несхвальних).